# Beybut Martirosovich Shelkovnikov
Shelkovnikov Beybut Martirosovich (tiếng Nga: Шелковников Бейбут Мартиросович), sinh năm 1837 mất năm 1878. Ông là đại tướng của quân đội Đế quốc Nga.